# NGC 1758
NGC 1758 is een open sterrenhoop in het sterrenbeeld Stier. Het hemelobject werd op 26 december 1785 ontdekt door de Duits-Britse astronoom William Herschel.

## Synoniemen
- OCL 453